# Maníkovice
Maníkovice jsou malá vesnice, část obce Ptýrov v okrese Mladá Boleslav. Nachází se asi dva kilometry západně od Ptýrova. Maníkovice leží v katastrálním území Ptýrov o výměře 4,91 km².

## Historie
První písemná zmínka o vesnici pochází z roku 1345.

## Pamětihodnosti
- Zámek Maníkovice